# لقد قالت الجريمة
لقد قالت الجريمة (بالإنجليزية: Murder, She Said) هو فيلم تحقيق وجريمة لعام 1961 من إخراج جورج بولوك، واستنادًا إلى رواية قطار 4.50 من بادنغتون من إنشاء وتأليف أجاثا كريستي. وقد قامت بدور الآنسة ماربل الممثلة مارغريت روثرفورد.

## الطاقم
- مارغريت روثرفورد بدور الآنسة جين ماربل
- آرثر كينيدي بدور الدكتور بول كيمبر
- موريل بافلاو بدور إيما أكينثروب
- جيمس روبرتسون جستس بدور لوثر أكينثروب
- ثورلي والترز بدور سيدريك أكينثروب
- باد تينجويل بدور المفتش كرادوك
- كونراد فيليبس بدور هارولد أكينثروب
- رونالد هوارد بدور بريان إيستلي
- جوان هيكسون بدور السيدة كيدر
- سترينجر ديفيس بدور جيم سترينجر
- روني ريمون بدور ألكسندر إيستلي
- جيرالد كروس بدور ألبرت أكينثروب
- مايكل جولدن بدور هيلمان
- باربرا ليك بدور السيدة هيلدا ستينتون
- جوردون هاريس بدور الرقيب بايكون
- بيتر بتروورث بدور جامع التذاكر
- ريتشارد بريرز بدور السيدة بينستر
- لوسي غريفيث بدور لوسي

## روابط خارجية
- لقد قالت الجريمة على موقع IMDb (الإنجليزية)
- لقد قالت الجريمة على موقع روتن توميتوز (الإنجليزية)
- لقد قالت الجريمة على موقع نتفليكس (الإنجليزية)
- لقد قالت الجريمة على موقع قاعدة بيانات الأفلام العربية
- لقد قالت الجريمة على موقع ألو سيني (الفرنسية)
- لقد قالت الجريمة على موقع Turner Classic Movies (الإنجليزية)
- لقد قالت الجريمة على موقع أول موفي (الإنجليزية)
- لقد قالت الجريمة على موقع فيلمافينيتي (الإسبانية)
- لقد قالت الجريمة على موقع قاعدة بيانات الأفلام السويدية (السويدية)
- لقد قالت الجريمة على موقع قاعدة بيانات الفيلم (الإنجليزية)